# Giải Oscar lần thứ 89
Lễ trao giải Oscar lần thứ 89, tổ chức bởi Viện Hàn lâm Khoa học và Nghệ thuật Điện ảnh Hoa Kỳ (Academy of Motion Picture Arts and Sciences - AMPAS), nhằm tôn vinh những thành tựu xuất sắc nhất của ngành điện ảnh trong năm 2016 diễn ra vào ngày 26 tháng 2 năm 2017 tại Nhà hát Dolby ở Hollywood, California lúc 5:30 chiều giờ Thái Bình Dương / 8:30 tối giờ miền Đông Hoa Kỳ. Trong buổi lễ, Viện Hàn lâm trao tặng các Giải thưởng Viện Hàn Lâm (thường gọi là Giải Oscar) ở 24 hạng mục. Buổi lễ được công ty ABC phát sóng trực tiếp tại Hoa Kỳ, sản xuất bởi Michael De Luca và Jennifer Todd. Người dẫn chương trình truyền hình Jimmy Kimmel lần đầu tiên chủ trì đêm trao giải.
Trong những diễn biến liên quan, Viện Hàn lâm tổ chức Giải thưởng Governors thường niên lần thứ 8 tại phòng khiêu vũ của Trung tâm Hollywood và Highland vào ngày 14 tháng 11 năm 2016. Ngày 11 tháng 2 năm 2017, buổi lễ công bố Giải thưởng Viện Hàn lâm cho Thành tựu Kỹ thuật diễn ra tại Khách sạn Beverly Wilshire ở Beverly Hills, California.
La La Land giành 14 đề cử (đứng ngang hàng với kỷ lục của All About Eve và Titanic). Trong đêm trao giải, Moonlight thắng 3 hạng mục, bao gồm "Phim hay nhất" và La La Land thắng nhiều giải nhất, với 6 hạng mục. La La Land bị công bố nhầm trong hạng mục "Phim hay nhất", trước khi Moonlight được đính chính là người thắng cuộc. Moonlight trở thành phim liên quan tới LGBT đầu tiên và phim có toàn bộ dàn diễn viên da màu đầu tiên thắng giải thưởng "Phim hay nhất". Hacksaw Ridge và Manchester by the Sea thắng hai giải. Các bộ phim thắng giải khác bao gồm Arrival, Fantastic Beasts and Where to Find Them, Fences, The Jungle Book, O.J.: Made in America, Piper, The Salesman, Sing, Suicide Squad, The White Helmets và Zootopia.

## Lịch trình
| Ngày                             | Sự kiện                                                                                    |
| -------------------------------- | ------------------------------------------------------------------------------------------ |
| Thứ 7, ngày 12 tháng 11 năm 2016 | Giải Governors                                                                             |
| Thứ 5 ngày 5 tháng 11 năm 2017   | Bắt đầu bầu chọn đề cử lúc 8:00 giờ sáng PST (05:00, 31 tháng 12 UTC) (11:00 giờ sáng EST) |
| Thứ 6, 13 tháng 1 năm 2017       | Kết thúc bầu chọn đề cử lúc 5:00 giờ chiều PST (01:00, 9 tháng 1 UTC) (8:00 giờ tối EST)   |
| Thứ 3, 24 tháng 1 năm 2017       | Công bố đề cử lúc 5:30 sáng PST (13:30 UTC) (8:30 sáng EST) tại Nhà hát Samuel Goldwyn     |
| Thứ 2, 6 tháng 2 năm 2017        | Nominees Luncheon                                                                          |
| Thứ 7, 11 tháng 2 năm 2017       | Công bố Giải thưởng Viện Hàn lâm cho Thành tựu Kỹ thuật                                    |
| Thứ 2, 13 tháng 2 năm 2017       | Bắt đầu bầu chọn đợt cuối                                                                  |
| Thứ 3, 21 tháng 2 năm 2017       | Kết thúc bầu chọn đợt cuối lúc 5:00 giờ chiều PST (01:00, 21 tháng 2 UTC) (8:00 tối EST)   |
| Chủ Nhật, 26 tháng 2 năm 2017    | Công bố Lễ trao giải Oscar lần thứ 89                                                      |

## Đề cử

### Giải thưởng chính

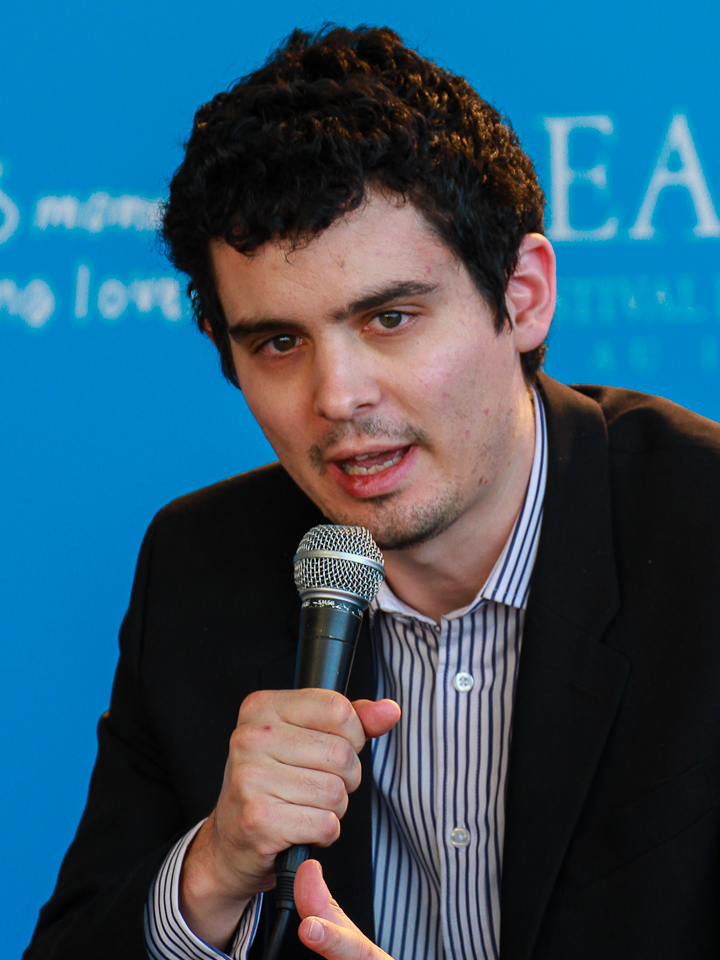
Damien Chazelle thắng giải "Đạo diễn xuất sắc nhất"

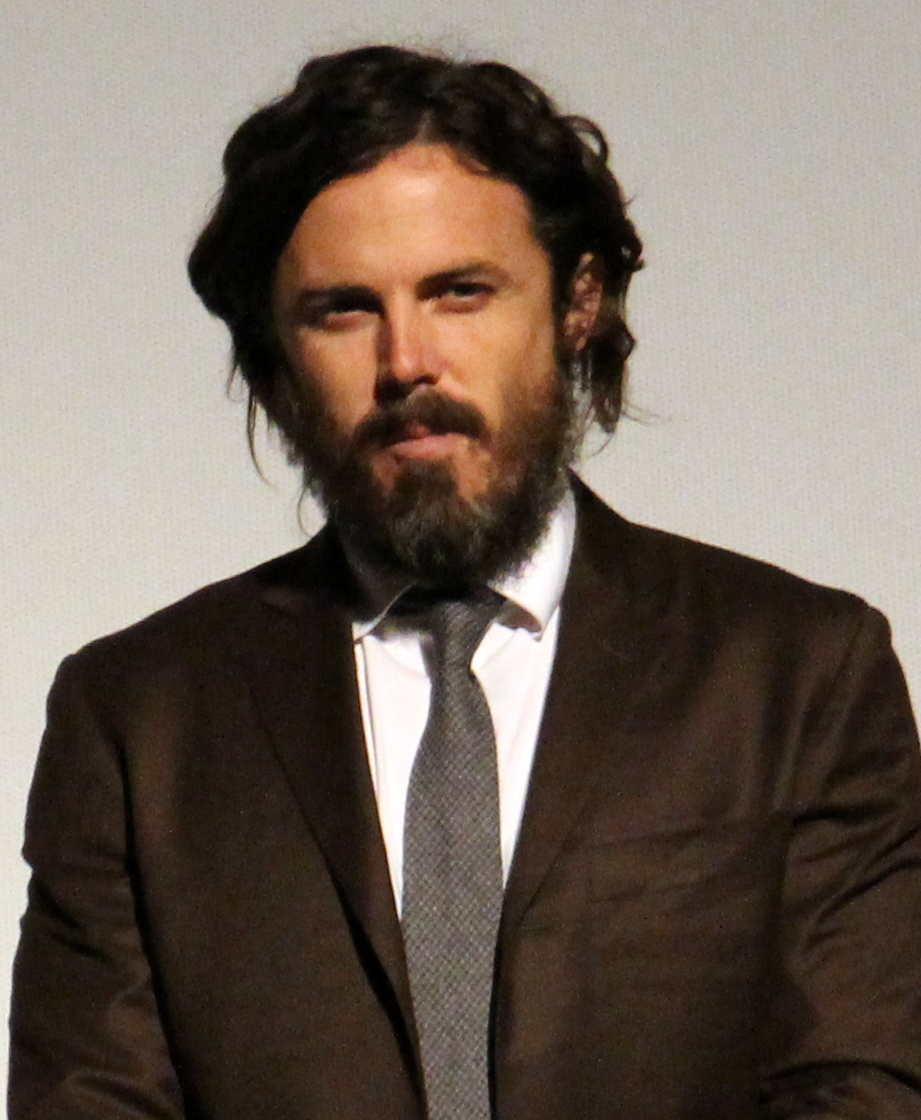
Casey Affleck, thắng giải "Nam diễn viên chính xuất sắc nhất"

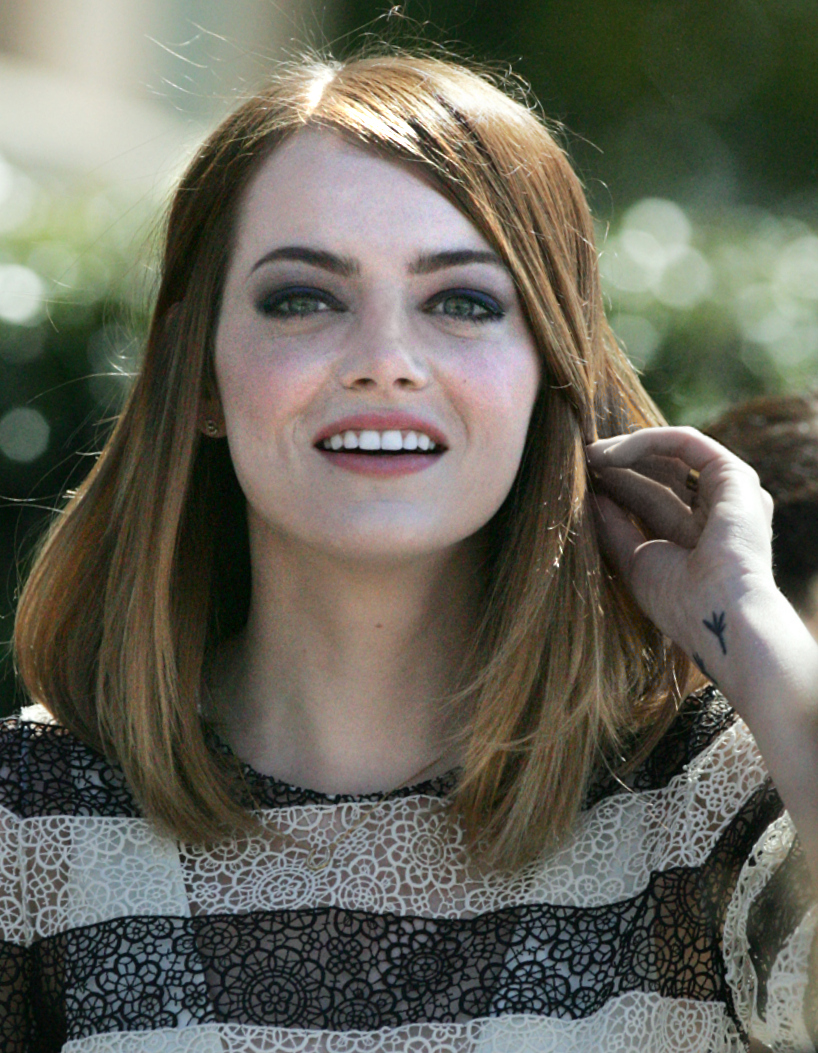
Emma Stone thắng giải "Nữ diễn viên xuất sắc nhất"

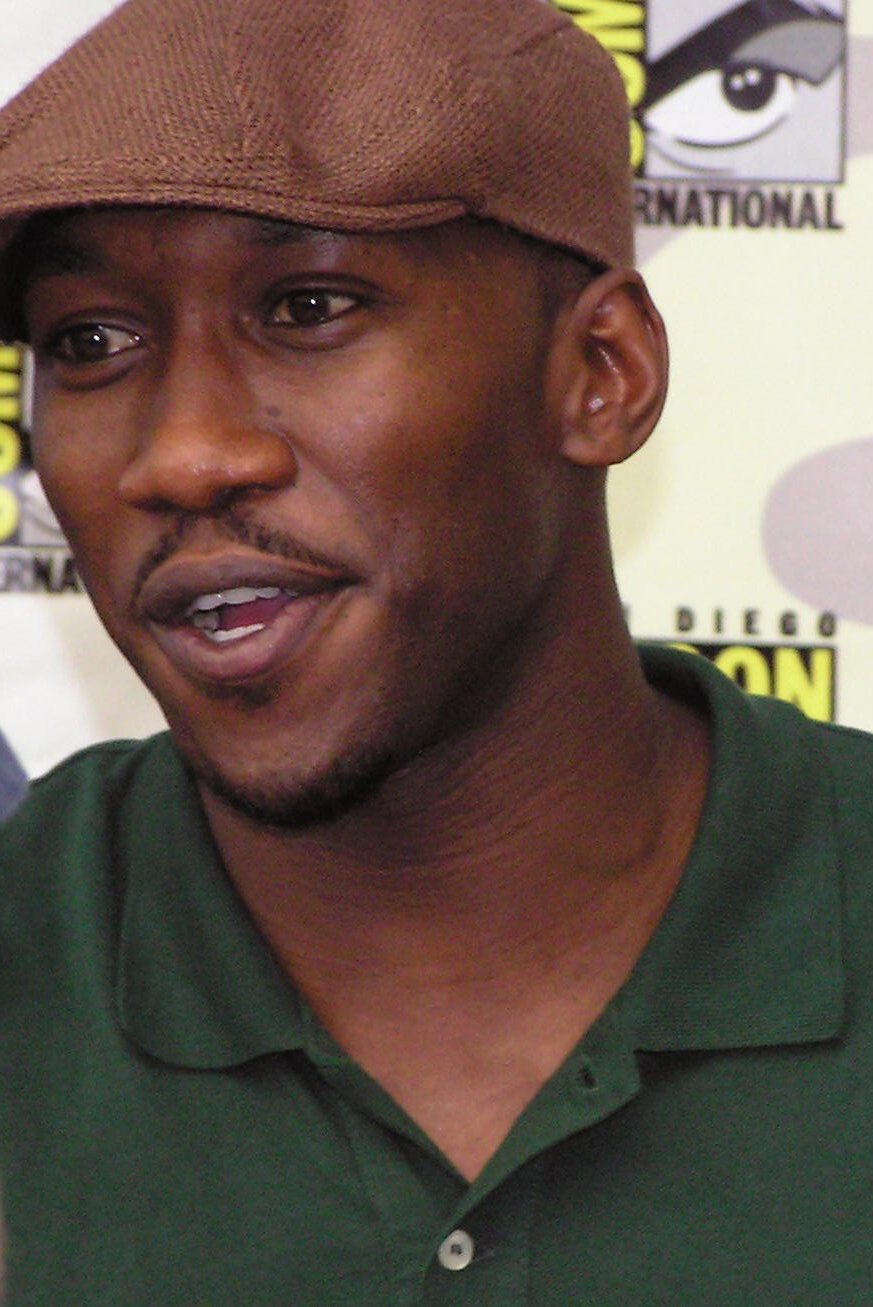
Mahershala Ali thắng giải "Nam diễn viên phụ xuất sắc nhất

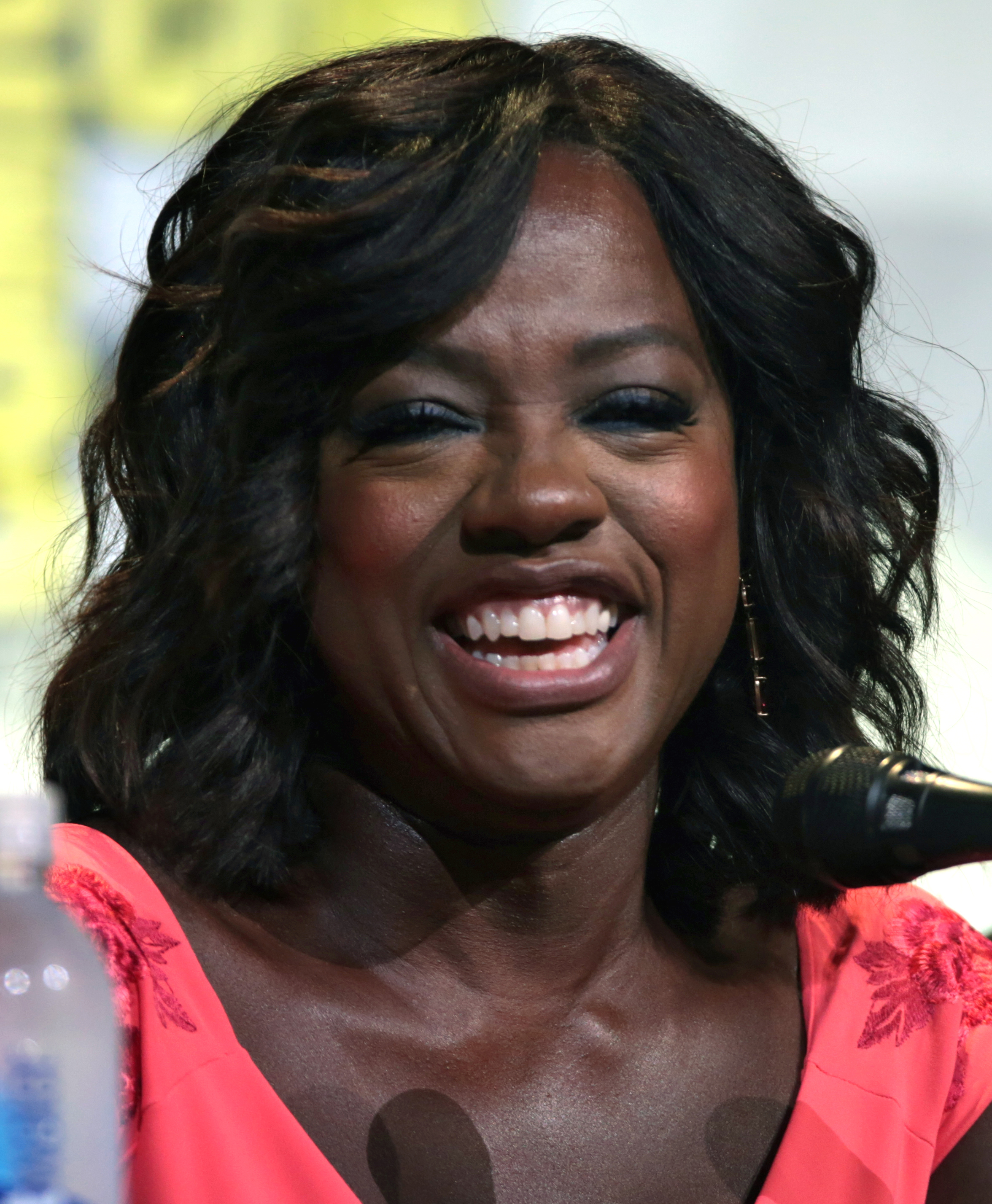
Viola Davis thắng giải "Nữ diễn viên phụ xuất sắc nhất"

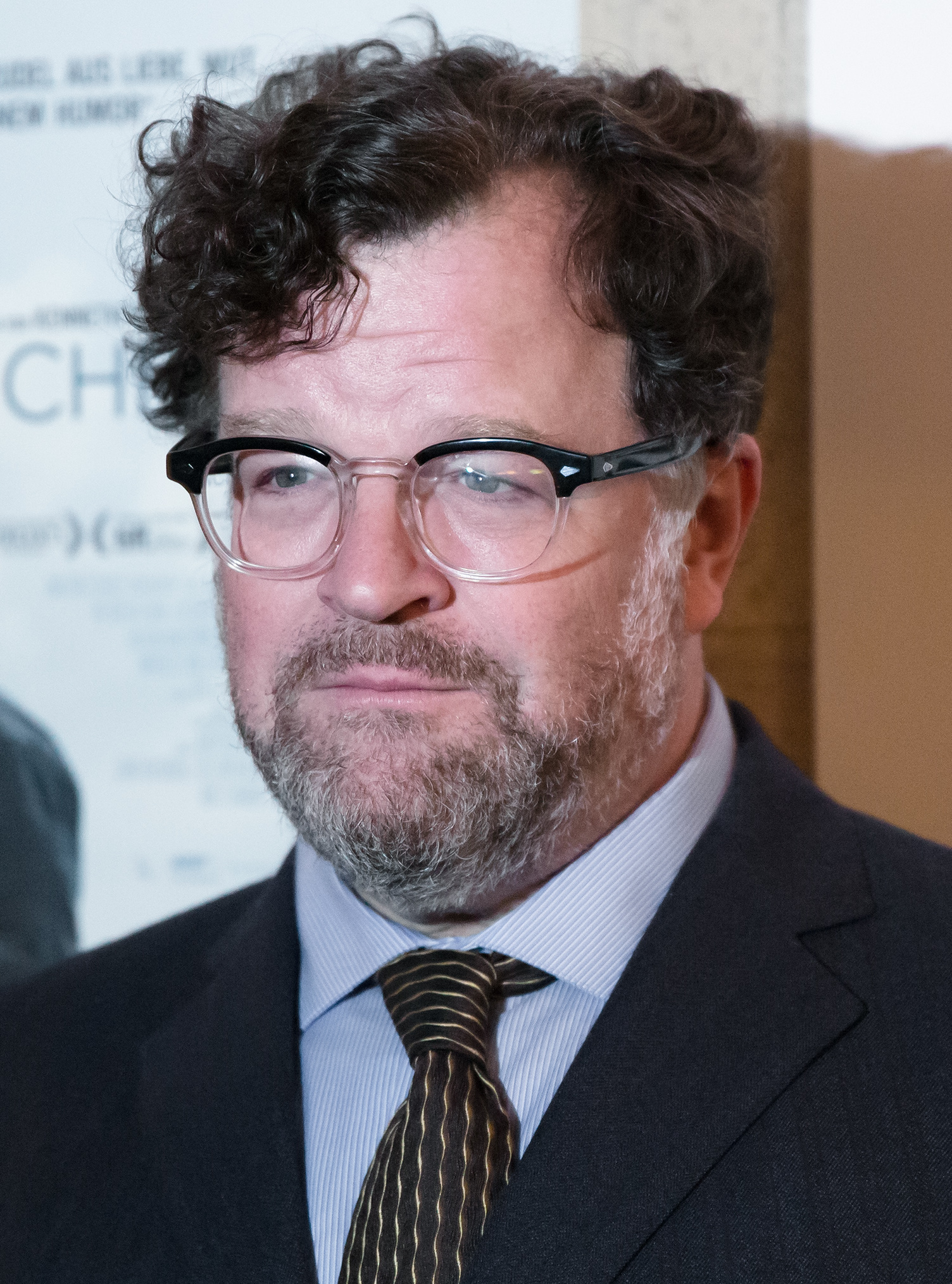
Kenneth Lonergan thắng giải "Kịch bản hay nhất"

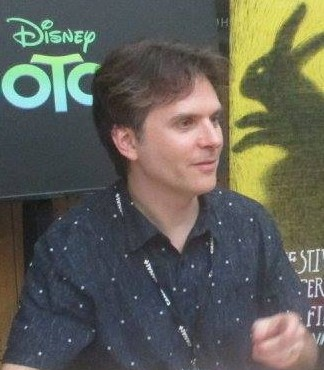
Byron Howard thắng giải "Phim hoạt hình hay nhất"

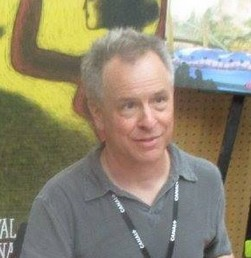
Rich Moore thắng giải "Phim hoạt hình hay nhất"

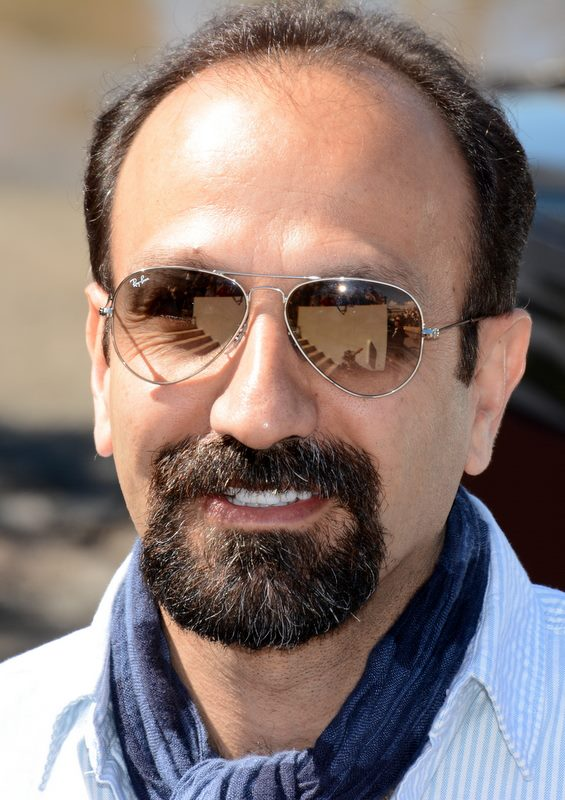
Asghar Farhadi thắng giải "Phim nói tiếng nước ngoài hay nhất"

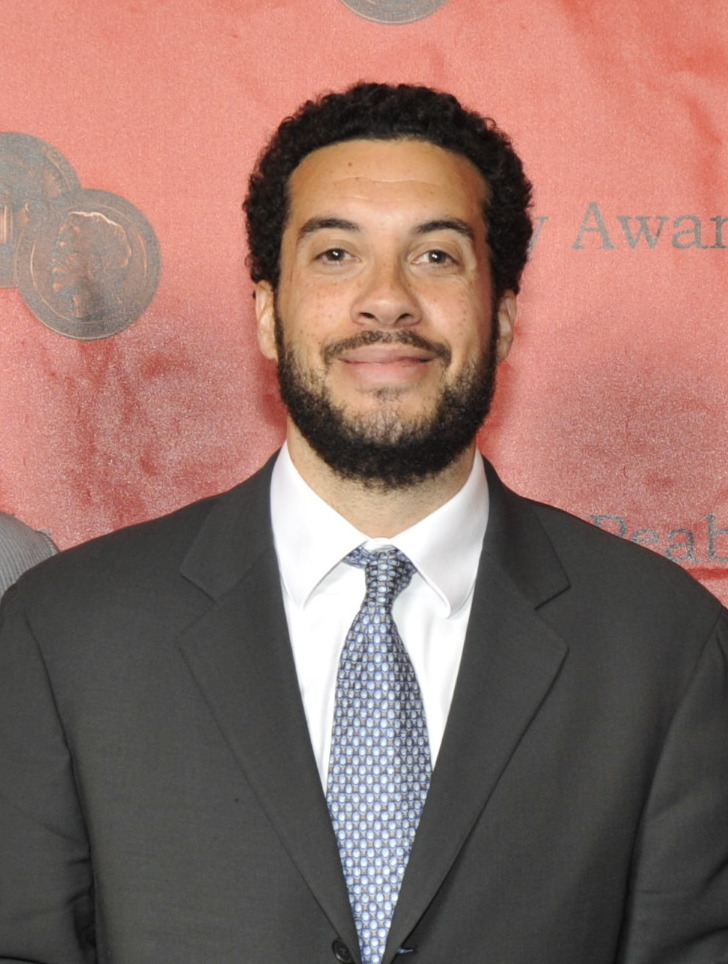
Ezra Edelman thắng giải "Phim tài liệu hay nhất"

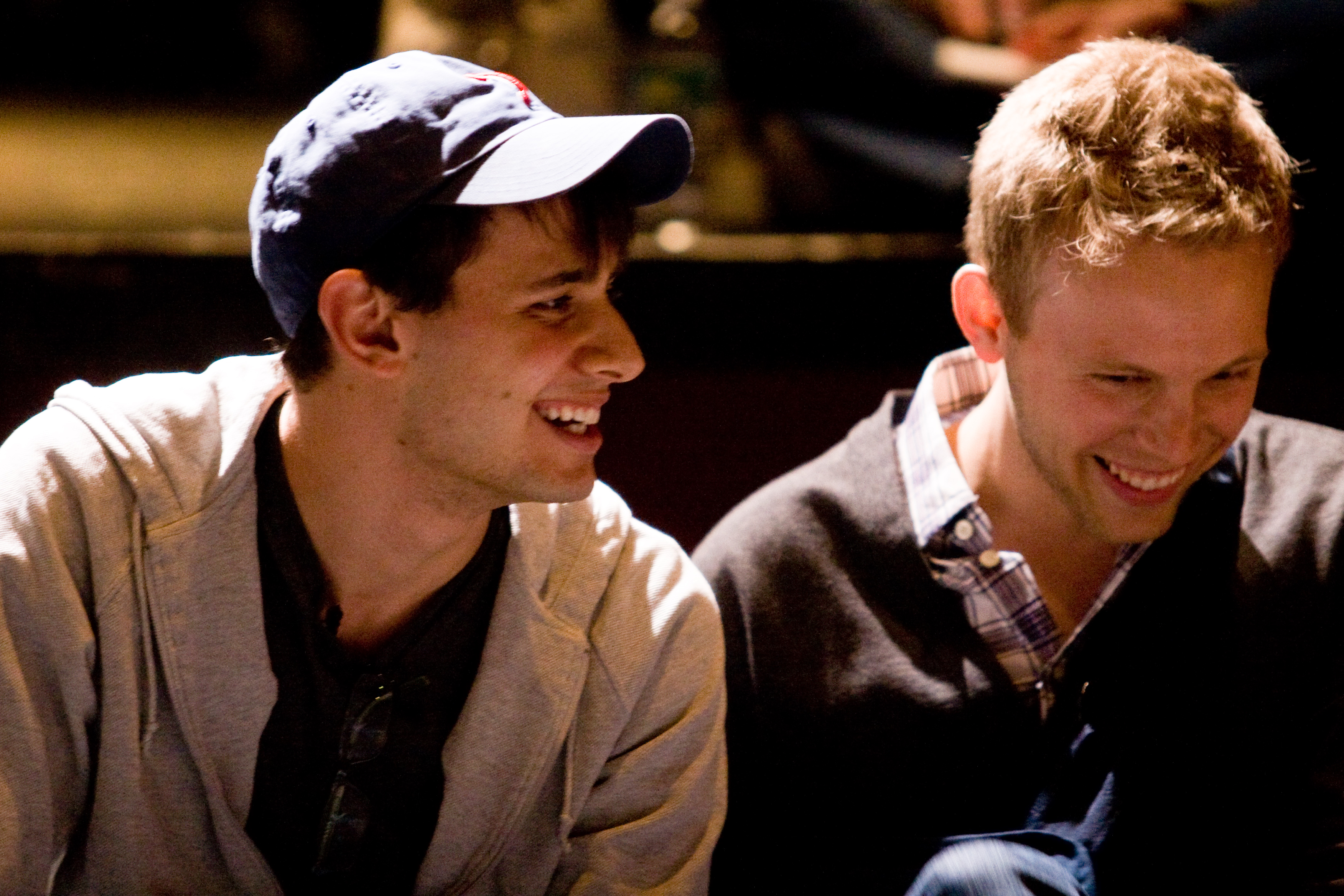
Benj Pasek và Justin Paul thắng giải "Bài hát trong phim hay nhất"

Người thắng giải được xếp đầu tiên, in đậm cùng với biểu tượng (‡).
| Phim hay nhất - Moonlight – Adele Romanski, Dede Gardner và Jeremy Kleiner‡ - Arrival – Shawn Levy, Dan Levine, Aaron Ryder và David Linde - Fences – Scott Rudin, Denzel Washington và Todd Black - Hacksaw Ridge – Bill Mechanic và David Permut - Hell or High Water – Carla Hacken và Julie Yorn - Hidden Figures – Donna Gigliotti, Peter Chernin, Jenno Topping, Pharrell Williams và Theodore Melfi - La La Land – Fred Berger, Jordan Horowitz và Marc Platt - Lion – Emile Sherman, Iain Canning và Angie Fielder - Manchester by the Sea – Matt Damon, Kimberly Steward, Chris Moore, Lauren Beck và Kevin J. Walsh | Đạo diễn xuất sắc nhất - Damien Chazelle – La La Land‡ - Denis Villeneuve – Arrival - Mel Gibson – Hacksaw Ridge - Kenneth Lonergan – Manchester by the Sea - Barry Jenkins – Moonlight |
| Nam diễn viên chính xuất sắc nhất - Casey Affleck – Manchester by the Sea vai Lee Chandler‡ - Andrew Garfield – Hacksaw Ridge vai Desmond T. Doss - Ryan Gosling – La La Land vai Sebastian Wilder - Viggo Mortensen – Captain Fantastic vai Ben Cash - Denzel Washington – Fences vai Troy Maxson | Nữ diễn viên chính xuất sắc nhất - Emma Stone – La La Land vai Mia Dolan‡ - Isabelle Huppert – Elle vai Michèle Leblanc - Ruth Negga – Loving vai Mildred Loving - Natalie Portman – Jackie vai Jackie Kennedy - Meryl Streep – Florence Foster Jenkins vai Florence Foster Jenkins |
| Nam diễn viên phụ xuất sắc nhất - Mahershala Ali – Moonlight vai Juan‡ - Jeff Bridges – Hell or High Water vai Marcus Hamilton - Lucas Hedges – Manchester by the Sea vai Patrick Chandler - Dev Patel – Lion vai Saroo Brierley - Michael Shannon – Nocturnal Animals vai Lt. Bobby Andes | Nữ diễn viên phụ xuất sắc nhất - Viola Davis – Fences vai Rose Lee Maxson‡ - Naomie Harris – Moonlight vai Paula - Nicole Kidman – Lion vai Sue Brierley - Octavia Spencer – Hidden Figures vai Dorothy Vaughan - Michelle Williams – Manchester by the Sea vai Randi |
| Kịch bản gốc xuất sắc nhất - Kenneth Lonergan – Manchester by the Sea‡ - Taylor Sheridan – Hell or High Water - Damien Chazelle – La La Land - Yorgos Lanthimos và Efthimis Fillippou – The Lobster - Mike Mills – 20th Century Women | Kịch bản chuyển thể xuất sắc nhất - Barry Jenkins và Tarell Alvin McCraney – Moonlight chuyển thể từ In Moonlight Black Boys Look Blue của Tarell Alvin McCraney‡ - Eric Heisserer – Arrival chuyển thể từ Story of Your Life của Ted Chiang - August Wilson – Fences chuyển thể từ Fences của August Wilson - Allison Schroeder và Theodore Melfi – Hidden Figures chuyển thể từ Hidden Figures của Margot Lee Shetterly - Luke Davies – Lion chuyển thể từ A Long Way Home của Saroo Brierley và Larry Buttrose |
| Phim hoạt hình hay nhất - Zootopia – Byron Howard, Rich Moore và Clark Spencer‡ - Kubo and the Two Strings – Travis Knight và Arianne Sutner - Moana – John Musker, Ron Clements và Osnat Shurer - My Life as a Zucchini – Claude Barras và Max Karli - The Red Turtle – Michael Dudok de Wit và Toshio Suzuki | Phim nói tiếng nước ngoài hay nhất - The Salesman (Iran) tiếng Ba Tư – Asghar Farhadi‡ - Land of Mine (Đan Mạch) tiếng Đan Mạch – Martin Zandvliet - A Man Called Ove (Thụy Điển) tiếng Thụy Điển – Hannes Holm - Tanna (Úc) tiếng Nauvhal – Martin Butler và Bentley Dean - Toni Erdmann (Đức) tiếng Đức – Maren Ade |
| Phim tài liệu hay nhất - O.J.: Made in America – Ezra Edelman và Caroline Waterlow‡ - Fire at Sea – Gianfranco Rosi và Donatella Palermo - I Am Not Your Negro – Raoul Peck, Rémi Grellety và Hébert Peck - Life, Animated – Roger Ross Williams và Julie Goldman - 13th – Ava DuVernay, Spencer Averick và Howard Barish | Phim tài liệu ngắn hay nhất - The White Helmets – Orlando von Einsiedel và Joanna Natasegara‡ - Extremis – Dan Krauss - 4.1 Miles – Daphne Matziaraki - Joe's Violin – Kahane Cooperman và Raphaela Neihausen - Watani: My Homeland – Marcel Mettelsiefen và Stephen Ellis |
| Phim ngắn hay nhất - Sing – Kristof Deák và Anna Udvardy‡ - Ennemis Interieurs – Sélim Azzazi - La Femme et le TGV – Timo von Gunten và Giacun Caduff - Silent Nights – Aske Bang và Kim Magnusson - Timecode – Juanjo Giménez | Phim hoạt hình ngắn hay nhất - Piper – Alan Barillaro và Marc Sondheimer‡ - Blind Vaysha – Theodore Ushev - Borrowed Time – Andrew Coats và Lou Hamou-Lhadj - Pear Cider and Cigarettes – Robert Valley và Cara Speller - Pearl – Patrick Osborne |
| Nhạc phim hay nhất - La La Land – Justin Hurwitz‡ - Jackie – Mica Levi - Lion – Dustin O'Halloran và Hauschka - Moonlight – Nicholas Britell - Passengers – Thomas Newman | Ca khúc trong phim hay nhất - "City of Stars" trong La La Land – Nhạc Justin Hurwitz, lời Benj Pasek và Justin Paul‡ - "Audition (The Fools Who Dream)" trong La La Land – Nhạc Justin Hurwitz, lời Benj Pasek và Justin Paul - "Can't Stop the Feeling!" trong Trolls – Nhạc và lời Justin Timberlake, Max Martin và Karl Johan Schuster (Shellback) - "How Far I'll Go" trong Moana – Nhạc và lời Lin-Manuel Miranda - "The Empty Chair" trong Jim: The James Foley Story – Nhạc và lời J. Ralph và Sting       |
| Biên tập âm thanh xuất sắc nhất - Hacksaw Ridge – Robert Mackenzie và Andy Wright‡ - Arrival – Sylvain Bellemare - Deepwater Horizon – Wylie Stateman và Renée Tondelli - La La Land – Ai-Ling Lee và Mildred Iatrou Morgan - Sully – Alan Robert Murray và Bub Asman | Hòa âm xuất sắc nhất - Arrival – Bernard Gariépy Strobl và Claude La Haye‡ - La La Land – Andy Nelson, Ai-Ling Lee và Steve A. Morrow - Hacksaw Ridge – Kevin O'Connell, Andy Wright, Robert Mackenzie và Peter Grace - 13 Hours: The Secret Soldiers of Benghazi – Greg P. Russell, Gary Summers, Jeffrey J. Haboush và Mac Ruth - Rogue One: A Star Wars Story – David Parker, Christopher Scarabosio và Stuart Wilson                                                                                          |
| Thiết kế sản xuất xuất sắc nhất - La La Land – Sandy Reynolds-Wasco và David Wasco‡ - Arrival – Patrice Vermette và Paul Hotte - Fantastic Beasts and Where to Find Them – Stuart Craig và Anna Pinnock - Hail, Caesar! – Jess Gonchor và Nancy Haigh - Passengers – Guy Hendrix Dyas và Gene Serdena | Quay phim xuất sắc nhất - La La Land – Linus Sandgren‡ - Arrival – Bradford Young - Lion – Greig Fraser - Moonlight – James Laxton - Silence – Rodrigo Prieto |
| Hóa trang xuất sắc nhất - Suicide Squad – Alessandro Bertolazzi, Giorgio Gregorini và Christopher Nelson‡ - A Man Called Ove – Eva von Bahr và Love Larson - Star Trek Beyond – Joel Harlow và Richard Alonzo | Thiết kế trang phục xuất sắc nhất - Fantastic Beasts and Where to Find Them – Colleen Atwood‡ - Allied – Joanna Johnston - Florence Foster Jenkins – Consolata Boyle - Jackie – Madeline Fontaine - La La Land – Mary Zophres |
| Biên tập phim xuất sắc nhất - Hacksaw Ridge – John Gilbert‡ - Arrival – Joe Walker - Hell or High Water – Jake Roberts - La La Land – Tom Cross - Moonlight – Nat Sanders và Joi McMillon | Hiệu ứng hình ảnh đẹp nhất - The Jungle Book – Robert Legato, Adam Valdez, Andrew R. Jones và Dan Lemmon‡ - Deepwater Horizon – Craig Hammeck, Jason Snell, Jason Billington và Burt Dalton - Doctor Strange – Stephane Ceretti, Richard Bluff, Vincent Cirelli và Paul Corbould - Kubo and the Two Strings – Steve Emerson, Oliver Jones, Brian McLean và Brad Schiff - Rogue One: A Star Wars Story – John Knoll, Mohen Leo, Hal Hickel và Neil Corbould                                                        |

### Giải Governors
Viện Hàn lâm tổ chức Giải thưởng Governors thường niên lần thứ 8 tại phòng khiêu vũ của Trung tâm Hollywood và Highland vào ngày 12 tháng 11 năm 2016:
Giải Oscar danh dự
- Thành Long[11]
- Anne V. Coates[12]
- Lynn Stalmaster[13]
- Frederick Wiseman[14]

### Phim nhiều giải thưởng và đề cử
| Đề cử | Phim                                    |
| ----- | --------------------------------------- |
| 14    | La La Land                              |
| 8     | Arrival                                 |
| 8     | Moonlight                               |
| 6     | Hacksaw Ridge                           |
| 6     | Lion                                    |
| 6     | Manchester by the Sea                   |
| 4     | Fences                                  |
| 4     | Hell or High Water                      |
| 3     | Hidden Figures                          |
| 3     | Jackie                                  |
| 2     | A Man Called Ove                        |
| 2     | Deepwater Horizon                       |
| 2     | Fantastic Beasts and Where to Find Them |
| 2     | Florence Foster Jenkins                 |
| 2     | Kubo and the Two Strings                |
| 2     | Moana                                   |
| 2     | Passengers                              |
| 2     | Rogue One: A Star Wars Story            |

| Số giải | Phim                  |
| ------- | --------------------- |
| 6       | La La Land            |
| 3       | Moonlight             |
| 2       | Hacksaw Ridge         |
| 2       | Manchester by the Sea |

## In Memoriam
Chương trình In Memoriam do nữ diễn viên Jennifer Aniston giới thiệu, với phần trình diễn ca khúc "Both Sides, Now" của Sara Bareilles. Aniston tri ân tới nam diễn viên Bill Paxton, người vừa qua đời trước buổi trao giải một ngày. Danh sách nhân vật trong chương trình bao gồm:
- Arthur Hiller
- Ken Adam
- Tracy Scott
- Bill Nunn
- Alice Arlen
- George Kennedy
- Gene Wilder
- Donald P. Harris
- Paul Sylbert
- Michael Cimino
- Andrzej Wajda
- Patty Duke
- Garry Marshall
- Wilma Banks
- Emmanuelle Riva
- Janet Patterson
- Anton Yelchin
- Mary Tyler Moore
- Prince
- Kenny Baker
- John Hurt
- Jim Clark
- Norma Moriceau
- Fern Buchner
- Kit West
- Lupita Tovar
- Manlio Rocchetti
- Pat Conroy
- Nancy Reagan
- Abbas Kiarostami
- William Peter Blatty
- Ken Howard
- Tyrus Wong
- Hector Babenco
- Curtis Hanson
- Marni Nixon
- Ray West
- Raoul Coutard
- Zsa Zsa Gabor
- Antony Gibbs
- Om Puri
- Andrea Jaffe
- Richard Portman
- Debbie Reynolds
- Carrie Fisher